# Great Sampford
Great Sampford – wieś w Anglii, w hrabstwie Essex, w dystrykcie Uttlesford. Leży 28 km na północ od miasta Chelmsford i 65 km na północny wschód od Londynu.